# 孔志约
孔志约（?—?），唐代医学家，孔颖达次子，孔子三十三代孙。
生平不详。僅知歷官礼部郎中兼太子洗马、弘文馆大学士等职。显庆四年（659年），奉敕与苏敬等同纂《新修本草》，志约为之序。另撰有《本草音义》，已佚。